# Eduardo Gageiro
Eduardo Gageiro, né le 16 février 1935 à Sacavém et mort à  Lisbonne le 4 juin 2025, est un photographe photojournaliste portugais.

## Biographie
Eduardo Gageiro est l'un des plus importants photojournalistes du Portugal.
Gageiro commence la photographie à 12 ans avec un appareil emprunté à son frère, en photographiant les travailleurs de la fabrique de faïences de Sacavém.
Il entame sa carrière de photojournaliste en 1957 quand il rejoint le Diário Ilustrado et rapidement collabore avec de multiples publications comme O Século, l'Almanaque, Match Magazine, Eva, l'agence Associated Press (Portugal) et la Compagnie Nationale de Ballet portugaise. Il devient également éditeur du magazine Sábado de 1988 à 1993.
Dans l'esprit de la photographie humaniste, adepte de l'instant décisif de Henri Cartier-Bresson, il réalise des reportages dans le monde entier, à Cuba, au Timor oriental, etc. Il couvre des événements historiques majeurs tels la prise d'otages des Jeux olympiques de Munich en 1972 et la Révolution des œillets.

## Prix et récompenses
Gageiro a remporté de nombreux prix, dont :
- 1962 - Premier prix et trophée Photographic Society of America au XIe Salon International d'Art Photographique (Valparaiso, Chili).
- 1975 - 2e prix du concours de la World Press Photo, dans la catégorie Portraits avec une photo du général António de Spínola[2].
- 2005 - Premier prix au 11e festival de photographie artistique de Chine en 2005, avec une photo sur la pollution à Barreiro en 1972.

## Décoration
- Commandeur de l'ordre de l'Infant Dom Henri 2004[réf. nécessaire]
- Chevalier de l'ordre de Léopold II
- Médaille d'or du gouvernement autrichien pour "services prêtés à la république autrichienne dans le domaine des arts".

## Collections, expositions
- 1968, 1971, 1980, 1982 - Sociedade Nacional de Belas Artes (pt), Lisbonne.
- 1980 - Association pour l'amitié entre les Peuples, Moscou e Alma-ata, U.R.S.S.
- 2000 - Assemblée de la République, Lisbonne.
- 2004 - Parlement européen, Bruxelles.
- 2005 - Palais des congrès, Grasse, France.
- 2007 - Musée Mondial d'Art de Beijing - Chine.
- 2024 - Corderie nationale de Lisbonne, Belém. Exposition Factum à l'occasion des 50 ans de la révolution des œillets du 25 avril 1974.

## Publications
- Gente (1971), avec textes de José Cardoso Pires.
- Mulher (1978), avec textes de Maria Velho da Costa.
- O Sol, o Muro, o Mar (1984), avec textes de Sophia de Mello Breyner Andresen.
- China, a Contra-revolução Tranquila (1985), de Cáceres Monteiro.
- Mulher (1988), avec textes de Maria Judite de Carvalho.
- Estas Crianças Aqui (1988), avec textes de Maria Rosa Colaço.
- Alentejo (1988), avec textes de Miguel Torga.
- Lisboa Operária (1994), avec textes de David Mourão-Ferreira.
- Revelações (1996), avec textes de Mário Soares et Nuno Brederode Santos.
- Évora, Património da Humanidade (1997), avec textes de José Saramago.
- Fotos de Abril (1999), avec textes de 25 écrivains.
- Olhares (1999), avec textes d'António Lobo Antunes.
- Timor - No Amanhecer da Esperança (2000), avec textes de six auteurs.
- A Fábrica e Sacavém (2003), avec textes de Roby Amorim, José Cardoso Pires et Ana Paula Assunção.
- Lisboa no Cais da Memória (2003), avec textes de Jorge Sampaio et António Valdemar.
- Fé - Olhares Sobre o Sagrado (2004), avec textes de José Mattoso.
- Silêncios (2008), avec textes de Lídia Jorge.
- Lisboa Amarga e Doce (2012), avec textes d'António Costa et Baptista-Bastos.
- Lisboa, Tejo e Tudo (2012).
- Liberdade (2013).
- Tudo Isto É Fado (2014).